# Sina Ritter
Sina Ritter (* 8. Februar 1993 in Wolfhagen) ist eine deutsche ehemalige Handballspielerin.

## Karriere
Sina Ritter begann bei der HSG Hoof/Sand/Wolfhagen mit dem Handball. 2009 wechselte sie zur HSG Blomberg-Lippe. Dort spielte sie in der A-Jugend-Mannschaft, mit der sie 2012 deutsche Vizemeisterin wurde, sowie mit der zweiten Mannschaft in der 3. Liga. Aufgrund zweier Kreuzbandrisse war Ritter während ihrer Blomberger Zeit lange Zeit verletzt. Zur Saison 2012/13 wechselte die 1,67 Meter große Linksaußen zur HSG Bad Wildungen, für die sie am 8. September 2012 ihren ersten Einsatz in der Handball-Bundesliga im Spiel gegen ihren alten Verein hatte. Nachdem sie im Oktober 2012 einen Studienplatz für ein Lehramtsstudium in Lüneburg erhalten hatte, löste sie ihren Vertrag mit der HSG Bad Wildungen und schloss sich dem Buxtehuder SV an. Ritter beendete nach der Saison 2013/14, in der ihr erneut das Kreuzband riss, ihre Karriere. In der Saison 2017/18 gab Ritter ihr Comeback beim Bundesligisten HSG Bad Wildungen. In der Saison 2019/20 lief sie für den Zweitligisten SG 09 Kirchhof auf. Anschließend beendete Ritter ihre Karriere.
Ritter bestritt 20 Länderspiele für die deutsche Jugendnationalmannschaft, mit der sie an der Jugend-Weltmeisterschaft 2010 in der Dominikanischen Republik teilnahm.